# Jean Epstein
Jean Epstein (Varsavia, 25 marzo 1897 – Parigi, 3 aprile 1953) è stato un regista, teorico del cinema e romanziere francese.

## Biografia
È stato un importante regista del cinema d'avanguardia degli anni venti in Francia.
Ha realizzato diversi film sperimentali e ha approfondito il tema della specificità artistica del cinema, ossia in che modo il cinema può essere considerato arte, arrivando alla conclusione che l'essenza del cinema risiede nella fotogenia.

## Filmografia
- Pasteur (1922)
- Les Vendanges (1922)
- La Montagne infidèle (1923)
- Coeur fidèle (1923)
- La Belle nivernaise (1923)
- L'Auberge rouge (1923)
- Le Lion des Mogols (1924)
- La Goutte de sang (1924)
- L'Affiche (1924)
- Les Aventures de Robert Macaire (1925)
- Mauprat (1926)
- Au pays de George Sand (1926)
- Le Double Amour (1926)
- Six et demi onze (1927)
- La Glace à trois faces (1927)
- La caduta della casa Usher (La Chute de la Maison Usher) (1928)
- Finis terrae (1929)
- Sa tête (1929)
- Le Pas de la mule (1930)
- Il gobbo di Notre Dame (Notre-Dame de Paris) (1931)
- Mor vran (1931)
- L'Or des mers (1932)
- L'uomo della Hispano (L'Homme à l'Hispano) (1933)
- La Châtelaine du Liban (1934)
- Chanson d'Armor (1934)
- La Vie d'un grand journal (1934)
- Cuor di vagabondo (1936)
- La Bourgogne (1936)
- La Bretagne (1936)
- Vive la vie (1937)
- La Femme du bout du monde (1937)
- Les Bâtisseurs (1938)
- Eau vive (1938)
- La Relève (1938)
- Artères de France (1939)
- Le Tempestaire (1947)
- Les Feux de la mer (1948)